# 3069 Гейровський
3069 Гейровський (3069 Heyrovský) — астероїд головного поясу, відкритий 16 жовтня 1982 року.
Тіссеранів параметр щодо Юпітера — 3,516.